# Ryds socken, Västergötland
Ryds socken i Västergötland ingick i Kåkinds härad, uppgick 1952 i Skövde stad och området ingår sedan 1971 i Skövde kommun och motsvarar från 2016 Ryds distrikt. 
Socknens areal var 11,21 kvadratkilometer varav 11,03 land. År 2000 fanns här 6 368 invånare. En del av Skövde, inklusive den tidigare kyrkbyn Ryd, nu stadsdelen Södra Ryd ligger i socknen. Som sockenkyrka används sedan 1500-talet Sankta Helena kyrka i staden.

## Administrativ historik
Socknen har medeltida ursprung. 
Vid kommunreformen 1862 övergick socknens ansvar för de kyrkliga frågorna till Ryds församling och för de borgerliga frågorna bildades Ryds landskommun. Landskommunen uppgick 1952 i Skövde stad som 1971 ombildades till Skövde kommun. Församlingen uppgick 2014 i Skövde församling. 
1 januari 2016 inrättades distriktet Ryd, med samma omfattning som församlingen hade 1999/2000.  
Socknen har tillhört län, fögderier, tingslag och domsagor enligt vad som beskrivs i artikeln Kåkinds härad. De indelta soldaterna tillhörde Skaraborgs regemente och Västgöta regemente, Kåkinds kompani.

## Geografi
Ryds socken ligger närmast norr om Skövde med Billingen i väster. Socknen är en odlingsbygd nedanför Billingen skogbeklädda sluttning.

## Byar och hemman
Ryds socken består historiskt av nedan listade byar och enstaka hemman. När en by har flera hemman anges också hemmansnumren.
- Eketorp, enstaka hemman.
- Karstorp, enstaka hemman, tillika säteri. Egendomen omfattade på 1940-talet totalt 170 hektar varav 60 hektar åker.[8] På ägorna har stadsdelen Karstorp växt fram.
- Kummiltorp, ett hemman (1) och en äng (2).
- Kyrkebo, kvarntomt, första gången i jordeboken 1874.
- Kyrkebolet, enstaka hemman, avhyst och lagt under Karstorp. Ruinerna efter Ryds gamla kyrka ligger ett kort stycke nordost om den plats där gården enligt gamla kartor var belägen.
- Lunnahult, enstaka hemman, första gången i jordeboken 1611.
- Ryd, by med åtta hemman (1 Mellomgården, 2 Östergården, 3 Skattegården, 4 Smedsgården, 6 Norregården, 7 Mossagården, 8 Lillegården och 9 Hulegården). Nr 1 Mellomgården har en historia som säteri. Hemmanen (förutom Smedsgården) införlivades med tiden i egendomen (herrgården) Ryd. På byns område har Skaraborgs sjukhus i Skövde uppförts samtidigt som en betydande del ingår i Rånna Ryds naturreservat, inrättat 2002. På byns mark har också stadsdelarna Södra Ryd, Västra Ryd och Norra Ryd växt fram.
- Rånna, enstaka hemman, första gången i jordeboken 1573 som ett kronotorp. Egendomen Rånna donerades på 1930-talet till Hushållningssällskapet. På ägorna fanns länge Rånna försöksstation, nedlagd 2014. Rånna gamla hemman utgör delar av Rånna Ryds naturreservat, inrättat 2002.[9]

## Fornlämningar
Från järnåldern finns ett gravfält och stensättningar.

## Namnet
Namnet skrevs 1400 Ryudz och kommer från kyrkbyn och innehåller ryd, 'röjning'.